# Pereiral (Castropol)
Pereiral (oficialmente y en asturiano: El Preiral) es una casería de la parroquia de Presno, concejo de Castropol, en la comarca del Eo-Navia, Principado de Asturias, España.